# Greystones
Greystones (iriska: Na Clocha Liatha) är en kuststad i grevskapet Wicklow i Republiken Irland. Staden ligger strax söder om Bray. Greystones har två stränder. Den norra stranden vid hamnen är stenig och bergig. Den södra stranden är en sandstrand och är ungefär en halv mil lång. Greystones har en station i pendeltågssystemet DART. Staden omges av Irländska sjön i öster, Bray Head i norr samt Wicklow Mountains i väst.
Sedan under 1970-talet har invånarantalet ökat snabbt. År 2002 hade staden 10 303 invånare, vilket gör staden till den näst största i Wicklows grevskap. Många i staden bor i Greystones, men arbetar i Dublin.